# Spirit of St. Louis
Il Ryan NYP Spirit of St. Louis era un aeroplano monomotore ad ala alta realizzato dall'azienda statunitense Ryan Airlines per consentire al pilota Charles Lindbergh di compiere la prima trasvolata in solitario attraverso l'oceano Atlantico, impresa realizzata i giorni 20 e 21 maggio del 1927.

## L'aereo
L'aereo, designato Ryan NYP (acronimo di New York-Parigi), fu progettato da Donald Hall della Ryan Airlines, sulla base dei Ryan M-1 e M-2, monomotori ad ala alta per il trasporto di passeggeri e posta che avevano riscontrato un discreto successo in quegli anni. Lo Spirit of St.Louis manteneva la configurazione generale dei modelli di serie da cui derivava: struttura mista in legno e metallo; rivestimento in legno, tela e alluminio; ala alta controventata e carrello fisso. Le differenze erano un'ala di maggiore apertura (14,02 m, contro i 12,01 m del Ryan B-1 Brougham - evoluzione del M-2 per il trasporto passeggeri, sviluppata parallelamente allo Spirit of St.Louis) e un muso riprogettato per ospitarvi un serbatoio maggiorato (questa modifica impediva la visione frontale al pilota, che poteva contare solo sui finestrini laterali ed un artigianale "periscopio" orizzontale a specchi per poter vedere anteriormente); assieme ai tre serbatoi nelle ali, ed un altro in fusoliera, la capacità complessiva di carburante del Ryan NYP era di 1.609 l. L'altra novità era costituita dal motore radiale a 9 cilindri Wright J-5C Whirlwind, il quale con i suoi 240 cavalli era più potente dei J-5 di serie, che ne erogavano 228.
La ditta di Claude Ryan fu l'unica ad accettare la proposta di Lindbergh, seppur con qualche remora: le altre aziende infatti ritenevano folle poter effettuare un volo in solitaria con un monoplano monomotore (ritenendo per contro migliori velivoli biplano e con due/tre motori) e negarono qualsiasi finanziamento o aiuto per questa impresa. L'aviatore era invece fermamente convinto che l'ala singola e il motore unico fossero invece la scelta vincente rispetto alle suddette soluzioni, all'epoca più tradizionali e diffuse. Secondo Lindbergh i monomotori avevano ormai raggiunto una buona affidabilità e offrivano una minore resistenza all'avanzamento, che si traduceva in una migliore aerodinamica, caratteristica che avrebbe consentito una superiore autonomia. Inoltre un monoplano, rispetto ad un biplano, non avendo effetti di interferenza tra le due ali, avrebbe consentito di trasportare un peso maggiore ad una velocità leggermente più elevata; Lindbergh decise comunque di rinunciare a ogni possibile "zavorra", non dotando l'aereo di apparati radio e portando con sé provviste ridotte al minimo.
In realtà Charles Lindbergh non era l'unico a pensare che la soluzione del monoplano monomotore fosse la scelta ideale: anche gli aviatori statunitensi Clarence D. Chamberlin e Charles A. Levine avevano optato per un aereo dalle stesse caratteristiche e stessa motorizzazione, il Wright Bellanca WB 2 Columbia. I due, battuti sul tempo da Lindbergh per la trasvolata New York Parigi, compirono tra il 4 ed il 6 giugno dello stesso anno una trasvolata New York-Berlino che, con i suoi 6.294 km, valse loro il nuovo primato di distanza (in verità, per un errore di navigazione, i due atterrarono a Eisleben a 200 km dalla loro meta).
A favore delle convinzioni di Lindbergh vi erano anche gli eclatanti fallimenti occorsi agli aviatori che avevano tentato l'impresa con velivoli a più ali e più motori: nel 1926 l'asso francese René Fonck si era fatto costruire il biplano trimotore Sikorsky S-35, a bordo del quale aveva fatto imbarcare anche una radio, un divano e un frigorifero, per affrontare il viaggio con altre tre persone (un copilota, un marconista e un meccanico); il 21 settembre l'aereo, sovrappeso di circa 1800 kg, non riuscì nemmeno a sollevarsi dal terreno del Roosevelt Field, terminando la corsa in una scarpata a fondo pista e prendendo subito fuoco. I piloti riuscirono a mettersi in salvo, mentre i tecnici morirono nell'impatto. Ancora, pochi giorni prima dell'arrivo di Lindbergh, l'8 maggio 1927, dall'aeroporto di Le Bourget, erano decollati per un tentativo di trasvolata Parigi-New York due famosi aviatori francesi, Charles Nungesser e François Coli. Dei due, a bordo dell'Oiseau Blanc, un biplano monomotore Levasseur L 8, non si ebbero più notizie.

## La trasvolata
Benché appositamente progettato per un volo da New York a Parigi, costruito a San Diego (in California) e pilotato da un aviatore di Detroit, fu battezzato Spirit of St. Louis in conseguenza dei finanziamenti provenienti da questa città.
L'aereo, completato due mesi dopo la stipula del contratto, effettuò i primi voli di prova nei campi d'aviazione nelle vicinanze della fabbrica, per poi decollare, il 10 maggio 1927, alla volta di St. Louis. Da qui il giorno dopo partì per New York. Gli ultimi giorni prima del decollo furono effettuati ulteriori voli di controllo e collaudo, attendendo che l'ufficio meteorologico desse il via libera. Finalmente alle 07:52 (ora di New York) del 20 maggio Lindbergh poté decollare dal Roosevelt Field alla volta di Parigi. 
Dopo 33 ore, 30 minuti e 29.8 secondi, il Ryan atterrò felicemente all'aeroporto di Le Bourget presso Parigi, in Francia. Il volo era stato compiuto ad una velocità media di 188 km/h. Il record della prima trasvolata atlantica senza scalo ed il premio di 25.000 $, messo in palio fin dal 1919 da Raymond Orteig, imprenditore appassionato di aerei e di voli pionieristici, erano conquistati.

## L'originale e le repliche

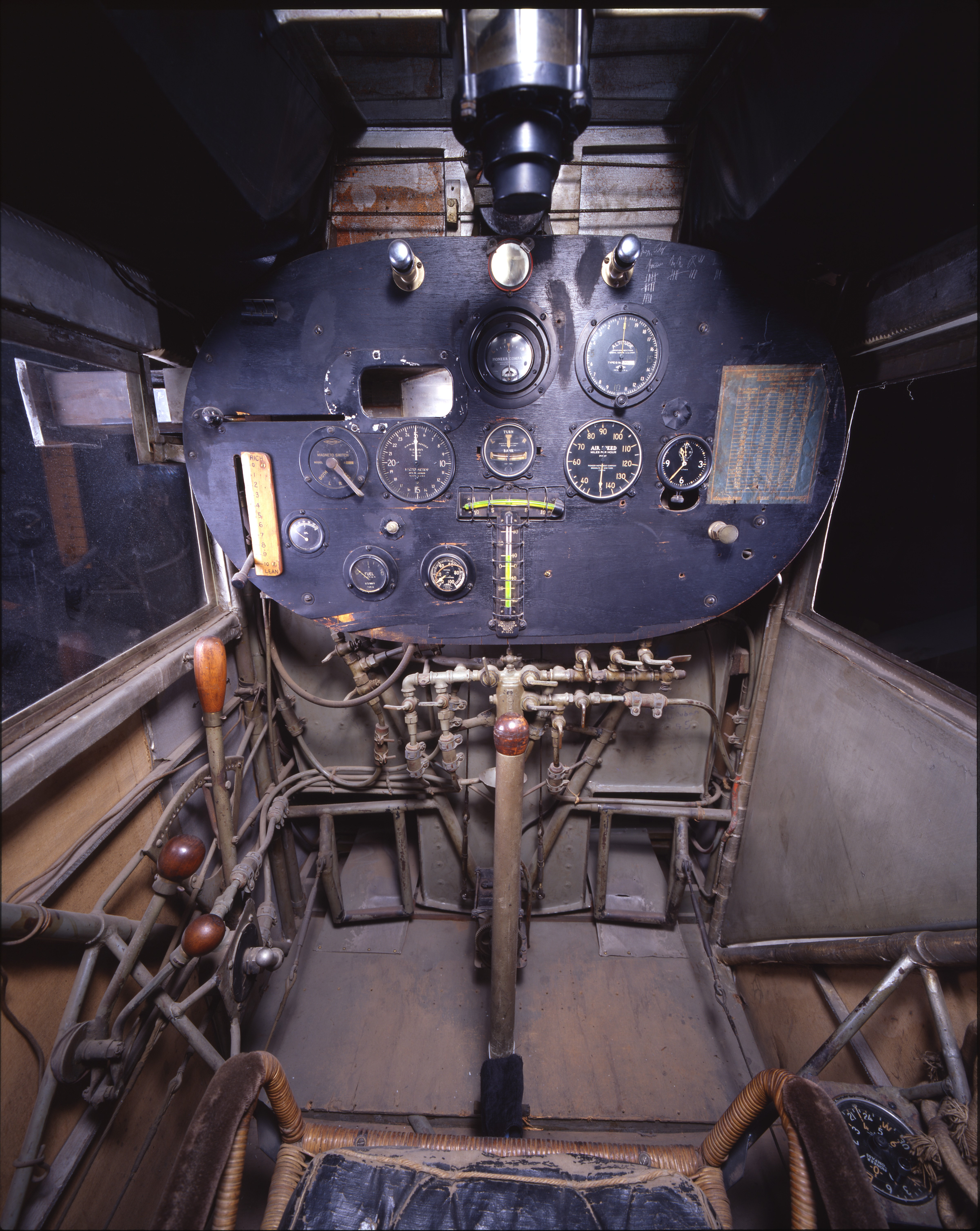
L'abitacolo dello Spirit of St. Louis, ricavato dietro al serbatoio di carburante anteriore, non consentiva la vista frontale

L'aereo originale è esposto nell'atrio principale del National Air and Space Museum di Washington insieme al Bell X-1 e allo SpaceShipOne. Fu donato allo Smithsonian Institution dallo stesso Lindbergh nel 1928. Furono costruite diverse repliche, sia statiche che volanti, rendendolo il secondo aereo più "copiato" dopo il Flyer dei Fratelli Wright. La "Experimental Aircraft Association" ne possiede due esemplari, entrambi registrati con il codice originale N-X-211. Altri esemplari sono esposti all'aeroporto Internazionale Lambert-St. Louis, all'aeroporto di Minneapolis-Saint Paul e all'aeroporto si San Diego.